# Aeroportul Regional Range
Aeroportul Regional Range (IATA: HIB, ICAO: KHIB, FAA LID: HIB) este un aeroport din Hibbing⁠(d), Comitatul St. Louis, Minnesota, Minnesota, Statele Unite ale Americii ce deservește zona Hibbing⁠(d). Aeroportul a fost tranzitat în 2019 de 36.586 de pasageri.
Situat la o altitudine de 413 m, aeroportul dispune de 2 piste.

## Infrastructură

### Piste
Aeroportul dispune de 2 piste. Pista 04/22 are suprafața de asfalt și dimensiunile 3.075 picioare × 75 picioare. Pista 13/31 are suprafața de asfalt și dimensiunile 6.758 picioare × 150 picioare. 